# 로두철
로두철(盧斗哲, 1950년 10월 1일 ~ )은 조선민주주의인민공화국의 정치인이다. 북조선 내각 부총리 겸 국가계획위원장과 조선로동당 중앙위원회 정치국 후보위원을 지냈다. 최고인민회의 제12기 대의원이며 조선국제합영총회사 이사장이다.

## 경력
1950년 10월 1일 함경남도 함흥 흥덕구역에서 출생하였으며 한때 함경남도 함주에서 잠시 유년기를 보낸 적이 있는 그는 1992년 6월에 국가계획위원회 전자자동화계획국 국장에 임명되었으며, 1994년 국가계획위원회 부위원장을 거쳐 1998년 자재공급위원회 위원장을 거쳐 2003년 9월, 내각 부총리에 올랐다.
2005년 4월에 국가수의비상방역위원회 위원장, 같은 해 11월에는 조선국제합영총회사 이사장에 각각 임명되었다. 2006년 3월 6.15공동선언실천 북측위원회 명예공동위원장으로 활동했다.
2009년 4월 내각 부총리에 유임되어 국가계획위원장직을 맡고 있다. 2010년 9월, 조선로동당 중앙위원회 위원에 선임되었다. 2012년 4월 11일 열린 조선로동당 제4차당대표자회에서 당 중앙정치국 후보위원으로 선출되었다.

## 최고인민회의 대의원
1998년 7월 최고인민회의 제10기 대의원과 2003년 9월 제11기 대의원을 연이어 지냈으며, 2009년 4월 이후 제12기 대의원을 맡고 있다.

## 기타
2005년 연형묵, 2008년 박성철, 2009년 홍성남, 2010년 조명록 사망, 그리고 2011년 김정일 사망 당시에 국가 장의위원회 위원을 맡았다.